# Zapovednik Korjakski
Zapovednik Korjakski (Russisch: Корякский государственный природный заповедник) is een strikt natuurreservaat gelegen op het Kamtsjatkaschiereiland van het Russische Verre Oosten. De oprichting tot zapovednik vond plaats op 26 december 1995, per decreet (№ 1291/1995) van de regering van de Russische Federatie. Zapovednik Korjakski bestaat uit drie verschillende clusters met een gezamenlijke oppervlakte van 3.271,56 km², waarvan 830 km² in de Beringzee ligt. Ook werd er een bufferzone van 6.760,62 km² ingesteld.

## Deelgebieden
Zapovednik Korjakski kent drie verschillende clusters:
- Mys Govena of Kaap Govena (Мыс Говена) - Heeft een oppervlakte van 452,24 km². Dit deelgebied ligt op het Govenaschiereiland en reikt zes zeemijlen rondom de Beringzee in.[1]
- Boechta Lavrova of Lavrovbaai (Бухта Лаврова) - Heeft een oppervlakte van 225,1 km². Dit deelgebied omvat het deel van het Korjakengebergte dat rondom de Lavrovbaai ligt.[1]
- Parapolski dol of Parapolskidal (Парапольский дол) - Heeft een oppervlakte van 1.764,22 km². Dit deelgebied ligt ver van de andere clusters in het gelijknamige Parapolskidal. Het Parapolskidal valt onder de Conventie van Ramsar en is van internationaal belang voor watervogels.[1]

## Dierenwereld
In Zapovednik Korjakski zijn 44 zoogdieren vastgesteld, waarvan er 24 permanent in het gebied verblijven. Enkele interessante zoogdieren dier er voorkomen zijn bijvoorbeeld de kamtsjatkabeer (Ursus arctos beringianus), veelvraat (Gulo gulo), korjaksneeuwschaap (Ovis nivicola koriakorum), arctische grondeekhoorn (Spermophilus parryii), sneeuwhaas (Lepus timidus) en kamtsjatkamarmot (Marmota camtschatica). Het deel van de Beringzee dat bij Zapovednik Korjakski hoort biedt ook leefruimte aan zeezoogdieren als Dalls bruinvissen (Phocoenoides dalli), potvissen (Physeter macrocephalus), orka's (Orcinus orca) en dwergvinvissen (Balaenoptera acutorostrata scammoni). De avifauna is divers met 134 broedvogelsoorten. Hiertussen bevinden zich soorten als ijseend (Clangula hyemalis), bruine boszanger (Phylloscopus fuscatus), taigavliegenvanger (Ficedula albicilla) en bosgors (Emberiza rustica), alsmede zeldzame soorten als Stellers zeearend (Haliaeetus pelagicus) en giervalk (Falco rusticolus). Tijdens de trekperioden doen ook soorten als Ross' meeuw (Rhodostethia rosea), geelsnavelduiker (Gavia adamsii), keizergans (Chen canagica), ivoormeeuw (Pagophila eburnea) en zwarte rotgans (Branta bernicla nigricans) het gebied aan. Daarnaast zijn de meren en rivieren zijn van groot belang voor zalmachtigen als roze zalm (Oncorhynchus gorbuscha), chumzalm (Oncorhynchus keta), rode zalm (Oncorhynchus nerka) en de Siberische vlagzalm (Thymallus arcticus mertensii), die hier hun paaigronden hebben.